# Bis-gamma-glutamilcistina reduttasi
La bis-gamma-glutamilcistina reduttasi è un enzima appartenente alla classe delle ossidoreduttasi, che catalizza la seguente reazione:
2 γ-glutamilcisteina + NADP+ ⇄ bis-γ-glutamilcisteina + NADPH + H+
Altamente specifico. Non è identico a EC 1.8.1.7 glutatione-disolfuro reduttasi o a EC 1.8.1.14 CoA-disolfuro reduttasi.